# Льорис-и-де-Борха, Франсиско
Франсиско Гальсеран де Льорис-и-де Борха (Франческо де Борджиа; исп. Francisco Galcerán de Lloris y de Borja, итал. Francisco Lloris y de Borja; 1470, Валенсия — 22 июля 1506, Рим) — испанский католический епископ и кардинал.

## Биография
Родился в 1470 году в Валенсии. Сын Педро Хофре де Льориса, кабальеро из Валенсии, и Изабель де Борха-и-Наварро де Альпикат, сестры Хуаны де Борха-и-Льянсоль. Внучатый племянник папы римского Александра VI и племянник кардинала Хуана де Борха-и-Льянсоль де Романи Старшего.
Франсиско де Льорис-и-де Борха поочередно занимал должности камергера, секретаря и казначея кардинала Родриго де Борджиа, будущего папы Александра VI, а позднее главного казначея Апостольской Палаты.
19 марта 1498 года Франсиско де Льорис-и-де Борха был избран епископом Терни. 17 апреля следующего 1499 года он отказался от сана епископа Терни, чтобы получить сан епископа Эльна, эта должность стала вакантна после смерти Чезаре Борджиа. 6 сентября 1499 года Франсиско де Льорис-и-де Борха был назначен епископом Эльна и занимал эту должность до своей смерти. В ноябре 1499 года он получил сан пробста в Хильдесхайме.
3 января 1503 года Франсиско де Льорис-и-де-Борха был назначен епископом-администратором в Валансе и занимал этот пост до 13 февраля 1505 года, когда новым епископом был избран Гаспар де Турнон. На консистории 31 мая 1503 года папа римский Александр VI возвел его в сан кардинала-дьякона. 2 июня 1503 года был официально объявлен кардиналом, а 12 июня 1503 года получил звание дьякона в церкви Санта-Сабина.
9 августа 1503 года Франсиско де Льорис-и-де-Борха получил должности архиепископа Трани и титулярного латинского патриарха Константинополя (сменил своего дядю Хуана де Борха-и-Льянсоль де Романе).
Франсиско де Льорис-и-де-Борха принял участие в первом папском конклаве 1503 года, который избран папой Пий III, который вскоре скончался; он также принял участие во втором конклаве 1503 года, на котором был избран папа римский Юлий II.
17 декабря 1505 года он обменял базилику Санта-Сабина на базилику Санта-Мария-Нова, которой управлял до своей смерти. Он был назначен аббатом-коммендатом монастыря Санта-Мария-де-Риполь, незадолго до своей смерти в том же году.
Франсиско де Льорис-и-де-Борха скончался в Риме 22 июля 1506 года.